# UFC 283
UFC 283: Teixeira vs. Hill fue un evento de artes marciales mixtas producido por Ultimate Fighting Championship que tuvo lugar el 21 de enero de 2023 en el Jeunesse Arena en Río de Janeiro, Brasil.

## Antecedentes
El evento marcó el regreso de la promoción a Brasil por primera vez desde UFC Fight Night: Lee vs. Oliveira, que tuvo lugar en Brasilia el 14 de marzo de 2020. Ese evento tuvo lugar a puerta cerrada (por primera vez en la historia de la promoción) después de que Ibaneis Rocha, el gobernador del Distrito Federal (donde se encuentra Brasilia), anunciara que se habían suspendido las grandes concentraciones debido a la pandemia de COVID-19.
El combate por el vacante Campeonato de Peso Semipesado de la UFC entre Glover Teixeira y Jamahal Hill encabezó el evento. En un principio se esperaba que Teixeira compitiera en UFC 282 como retador en una revancha contra el entonces campeón Jiří Procházka, pero Procházka se retiró y dejó vacante el título tras una grave lesión en el hombro. Posteriormente, Teixeira rechazó un combate de reemplazo contra Magomed Ankalaev, lo que llevó a la UFC a cambiar el evento coestelar original entre el ex campeón Jan Błachowicz y Ankalaev en el nuevo combate por el título vacante. Después de que ese combate terminara en empate a dos, la organización decidió reservar a Teixeira y Hill, que estaba programado para encabezar un evento contra el ex retador al título Anthony Smith a principios de marzo. Smith anunció que se espera que actúe como suplente en el combate por el título. A su vez, Smith pesó 206.5 libras en su segundo intento y no pudo competir en caso de haber sido requerido.

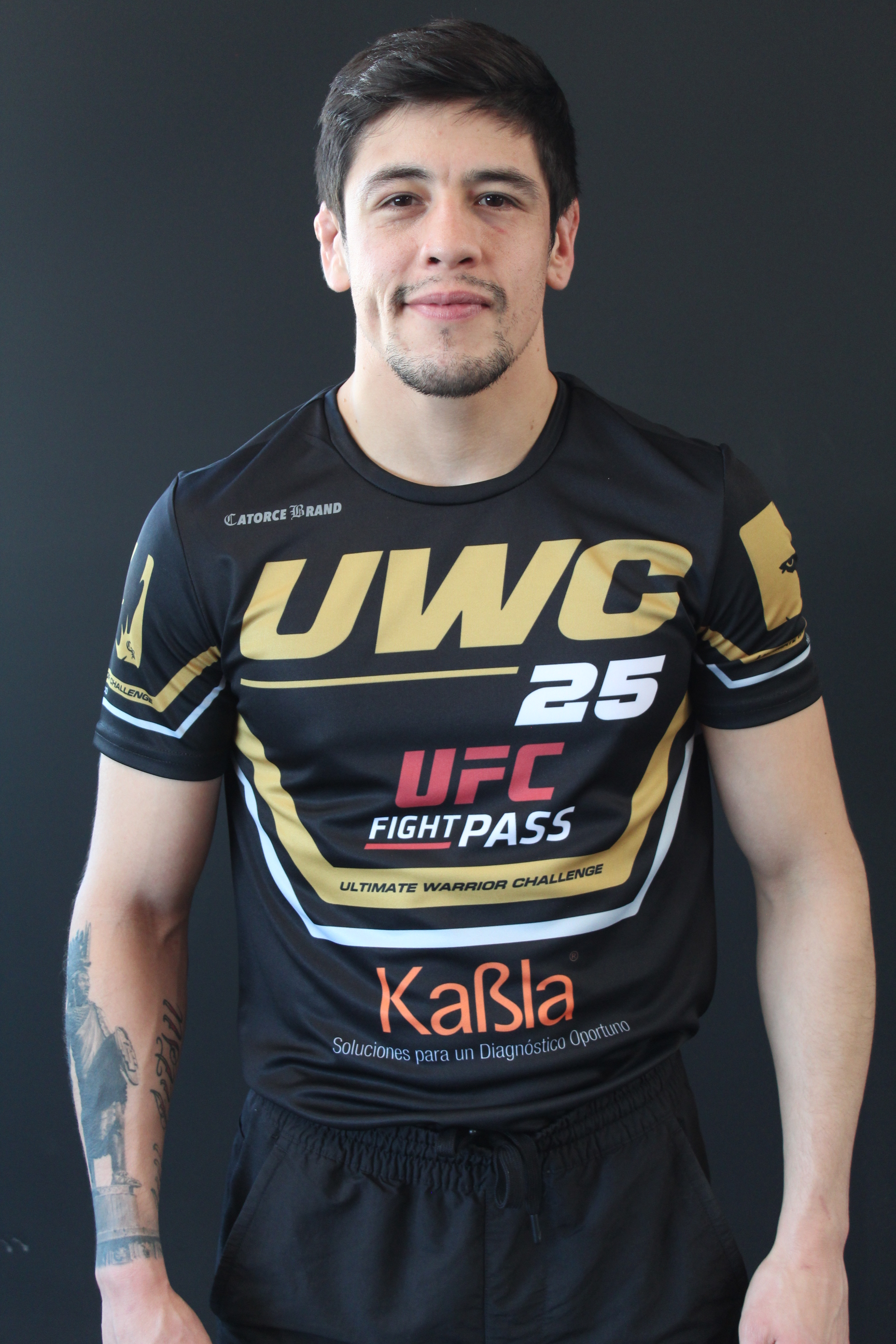
Este será el primer combate de la UFC en una cuadrilogía. Figueiredo se enfrentará a Moreno por cuarta vez consecutiva, mientras que este último luchó contra Kai Kara-France en su último combate tras la trilogía original.

En el evento tuvo lugar un combate de tetralogía por el Campeonato de Peso Mosca de la UFC entre el actual bicampeón Deiveson Figueiredo y el ex campeón/actual poseedor del título interino Brandon Moreno. La pareja se enfrentó por primera vez en UFC 256 el 12 de diciembre de 2020 que terminó en un empate mayoritario (Figueiredo retuvo el título). Su segundo encuentro tuvo lugar en UFC 263 el 12 de junio de 2021 donde Moreno ganó el título por sumisión en el tercer asalto. Su tercer encuentro tuvo lugar en UFC 270 el 22 de enero de 2022, donde Figueiredo recuperó el título por decisión unánime. Se espera que Alexandre Pantoja sirva de refuerzo y posible sustituto para este combate.
Josiane Nunes y Zarah Fairn Dos Santos se enfrentaron en un combate femenino de peso pluma. Originalmente estaban programadas para enfrentarse en UFC on ESPN: Whittaker vs. Gastelum en abril de 2021, pero el día del pesaje Fairn pesó 147 libras, ocho libras por encima del límite preestablecido de 139 libras (el combate fue fijado originalmente para la división de peso gallo femenino, pero fue cambiado a un peso acordado antes del inicio de los pesajes). El combate se canceló debido a la discrepancia de peso, ya que Nunes pesó 136 libras.
Shamil Abdurakhimov y Jailton Almeida se enfrentaron en un combate de peso pesado. Anteriormente estaban programados para enfrentarse en UFC 279 y UFC 280, pero Abdurakhimov se retiró en ambas ocasiones debido a problemas de visa y por razones no reveladas, respectivamente.
Se esperaba que Guram Kutateladze se enfrentara a Thiago Moisés en un combate de peso ligero en este evento. Sin embargo, Kutateladze se retiró a principios de enero por razones no reveladas. Fue sustituido por Melquizael Costa.
Se esperaba un combate de peso medio entre Brad Tavares y Gregory Rodrigues. Sin embargo, Tavares se retiró del combate debido a una lesión. Fue sustituido por Brunno Ferreira.

## Resultados
1. ↑  Por el vacante Campeonato de Peso Semipesado de la UFC.
2. ↑  Por el Campeonato de Peso Mosca de la UFC.

## Premios de bonificación
Los siguientes luchadores recibieron bonificaciones de $50 000 dólares.
- Pelea de la Noche: Jamahal Hill vs. Glover Teixeira
- Actuación de la Noche: Ismael Bonfim y 	Jailton Almeida